# Anaïs de Raucou
Pour les articles homonymes, voir Bazin.
Anaïs Bazin de Raucou, né à Paris en 1797 où il est mort en 1850, est un historien et homme de lettres français.

## Biographie
Fils adoptif d'un riche avoué nommé Bazin dont il adopte le nom, il fait de brillantes études à Paris et entre dans les gardes du corps de Louis XVIII (1814). En 1815, il abandonne la carrière militaire et devient avocat, profession qu'il quitte rapidement pour se consacrer aux lettres.

## Publications
- La Cour de Marie de Médicis, mémoires d'un cadet de Gascogne, 1615-1618, 1830
- Éloge historique de Chrétien Guillaume de Lamoignon de Malesherbes, 1831 (couronné par l'Académie française)
- L'Époque sans nom, esquisses de Paris, 1830-1833, 2 vol., 1833. 6 esquisses sont disponibles en ligne.
- Histoire de France sous Louis XIII, 4 vol., 1838 (2e prix Gobert)
- Histoire de France sous le ministère du cardinal Mazarin, 2 vol., 1842. Nouvelle édition : Histoire de France sous Louis XIII et sous le ministère du cardinal Mazarin, 1610-1661, 4 vol., 1846
- Études d'histoire et de biographie, 1844
- Notes historiques sur la vie de Molière, 1851

## Analyse
Ses esquisses de Paris, rassemblées sous le titre de L'époque sans nom, forment un tableau précieux du Paris du début de la monarchie de juillet (de 1830 à 1833). Celle consacrée à l'arrivée du choléra-morbus à Paris est l'un des deux grands témoignages que nous ayons sur cette première apparition de l'épidémie en France, avec quelques textes de Heinrich Heine. Toujours dans ce recueil, on trouve la première typologie du flâneur, texte d'une grande qualité littéraire, dont Walter Benjamin, étrangement, ne fait jamais mention. Tombé dans l'oubli, Anaïs Bazin ne fut salué, à sa mort, que dans un texte en demi-teinte de Sainte-Beuve, repris par la suite dans ses Causeries du jeudi.